# Tiago do Vale
Tiago do Vale é um arquitecto português. Encabeça o gabinete de arquitetura Tiago do Vale Arquitectos.

## Biografia
Do Vale nasceu em 1978. Arquitecto pelo Departamento de Arquitectura da Faculdade de Ciências e Tecnologia da Universidade de Coimbra, foi aluno de Fernando Távora, Raul Hestnes Ferreira e Gonçalo Byrne, entre outros. Foi Senador e Membro da Assembleia da Universidade de Coimbra.
Pós-Graduado em Estudos Avançados em Património Arquitectónico pela Faculdade de Arquitectura da Universidade do Porto.

## Carreira
Publicado e exposto internacionalmente, Tiago do Vale tem apresentado conferências e assinado artigos em revistas da especialidade sobre arquitectura, urbanismo e reabilitação.
Foi comissário dos "Diálogos Urbanos, Jornadas Internacionais de Arquitectura" de 2014 (Portugal) e das edições de 2015, 2016, 2017, 2018 e 2019 das “Mesturas, Encontros Internacionais de Arquitetura Galiza-Portugal” (Espanha e Portugal).
Foi jurado dos Prémios DAS de 2016 e 2017 na Moldávia, das edições de 2016 e 2017 do Prémio João de Almada em Portugal, do Architecture Master Prize nos Estados Unidos da América desde a sua edição de 2020, e dos Muse Design Awards desde 2020 nos Estados Unidos da América.

## Prémios
Entre outros:
- 2014: ArchDaily Building of the Year Awards, Primeiro Prémio (Reabilitação)[12]
- 2014: Prémio do Instituto da Habitação e da Reabilitação Urbana, Primeira Menção Honrosa[13]
- 2015: Architizer A+Awards, Primeiro Prémio (Arquitectura +Preservação)[14]
- 2016: American Architecture Prize, Terceiro Prémio (Património Arquitectónico)[15]
- 2017: Prémios COAG de Arquitectura, Finalista (Divulgação e Investigação)[16]
- 2017: American Architecture Prize, Primeiro Prémio (Interior Design, Retail)[17]
- 2018: International Design Awards, Terceiro Prémio (Sustainable Living)[18]
- 2018: Architizer A+Awards, Duplo Primeiro Prémio (Arquitectura +Preservação)[19]
- 2018: Global Architecture & Design Awards, Menção Honrosa (Arquitectura Interior, Comercial)[20]
- 2018: International Architecture Awards, Terceiro Prémio (Interior Design, Commercial)[21]
- 2018: Blueprint Awards, Primeiro Prémio (Best Sustainable Project)[22]
- 2018: Architecture MasterPrize, Menção Honrosa (Small Architecture)[23]
- 2019: Muse Design Awards, Prémio de Platina (Restauro Histórico) e Duplo Prémio de Ouro (Arquitetura Sustentável e Arquitetura Residencial)[24]
- 2019: Baku International Architecture Award, Primeiro Prémio (Restauro de Interior Histórico) e Menção Honrosa (Reabilitação e Reconstrução de Edifício Histórico)[25]
- 2019: Architecture Masterprize, Atelier do Ano (Arquitetura Multidisciplinar)[26]
- 2020: DNA Paris Design Awards, Vencedor (Arquitectura Verde)[27]
- 2021: International Design Awards, Prémio de Bronze (Arquitetura Residencial)[28]
- 2021: LOOP Design Awards, Menção Honrosa (Arquitetura Sustentável)[29]
- 2022: LOOP Design Awards, Vencedor (Pequeno Atelier de Arquitetura do Ano)[30], Vencedor (Melhor Atelier de Reabilitação)[31] e Vencedor (Design & Pequena Escala)[32]
- 2025: Houzee Awards, Vencedor de Platina (Condomínios e Apartamentos)[33][a]
- 2025: Japan Design Award, Prémio de Prata (Arquitectura)[34]

## Publicações
Entre outras:
- Tiago do Vale, Urban Complex, Design Media Publishing Ltd 2014, 288 páginas, ISBN 978-9881-29675-7[35]
- Tiago do Vale, 城市综合体, Liaoning Science and Technology Publishing House Ltd 2014, 285 páginas, ISBN 978-7538-18736-6[36]
- Tiago do Vale Projetos / Projects, Archi&Book's, 168 páginas, ISSN 1646-2262 [37]

## Ligações Externas
- Tiago do Vale Arquitectos